# M̈
M̈ (minuskule m̈) je speciální znak latinky. Nazývá se M s přehláskou. Používá se v jazycích araki a mavea, které jsou používány na Vanuatu, a v jazyce ocaina, používaném v Kolumbii. Všechny tyto jazyky jsou však extrémně ohrožené, dohromady je používá pouze 112 lidí, z čehož 8 lidí používá jazyk araki, 38 mavea a 66 ocaina, a jelikož se M̈ nepoužívá v žádném jiném jazyce, je považováno taktéž za ohrožené písmeno. V Unicode je majuskulní podoba sekvence <U+004D, U+0308> a minuskulní <U+006D, U+0308>.